# Vlechtwerk (bindtechniek)

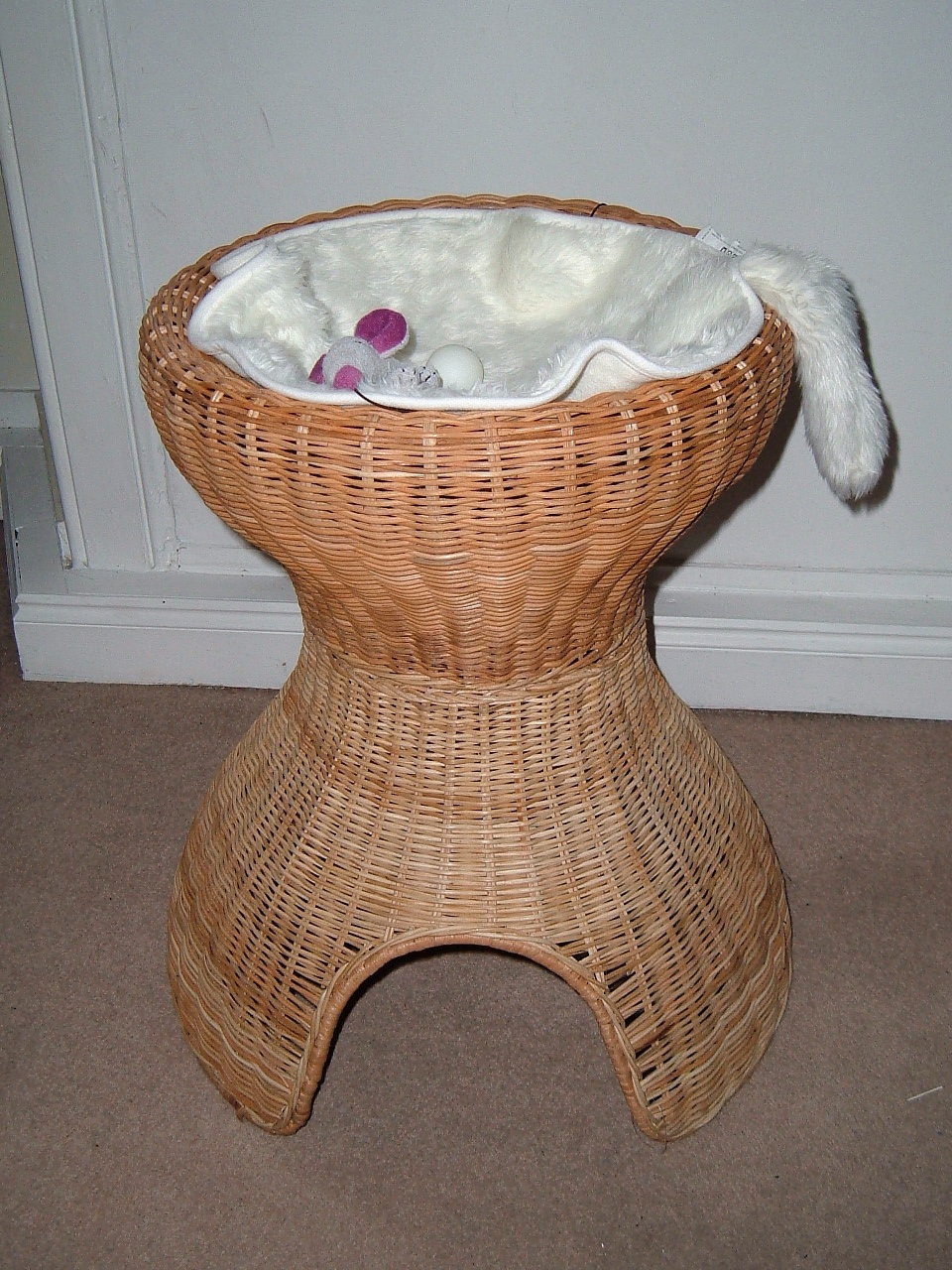
Een wicker kattenmand

Vlechtwerk (Engels: wicker) is een fabricatiemethode, en ook de aanduiding van producten die gemaakt zijn door het vlechten of weven van enigszins buigzame stengels, takken, plantenscheuten of metaaldraden. Sinds de 20e eeuw wordt hiervoor ook kunststof gebruikt.
Het wordt meestal gebruikt voor het fabriceren van manden, meubilair, hekken of schuttingen. Vlechtwerk is licht, maar toch stevig, waardoor het geschikt is voor tuinmeubilair dat vaak wordt verplaatst. Er worden vele soorten planten gebruikt, zoals soorten grassen (met inbegrip van riet, bamboe), klimplanten zoals rotan, en dunne boomtakken, vooral wilgentenen.

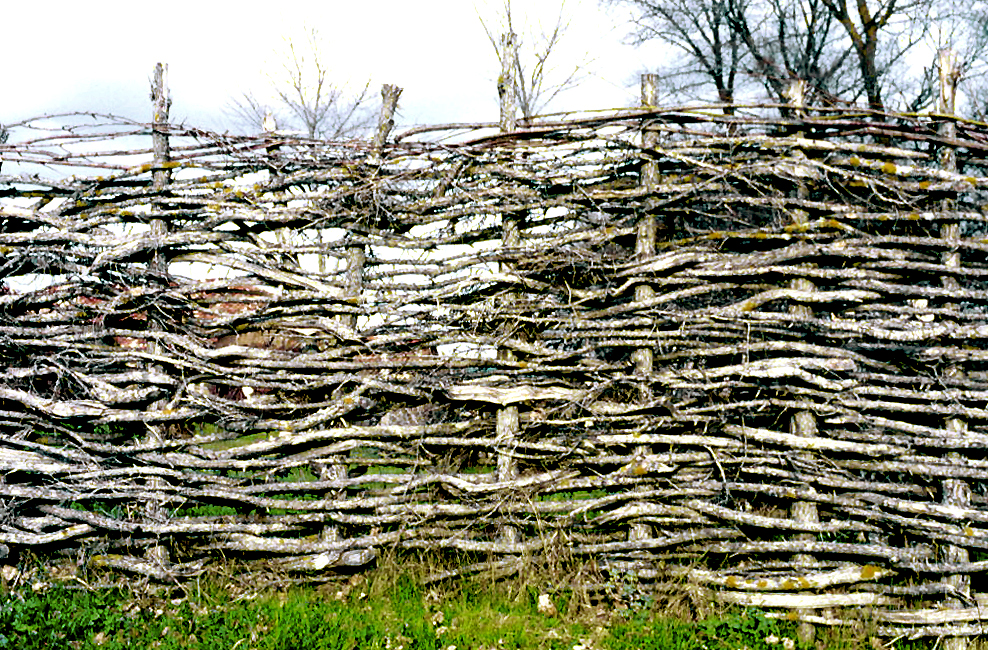